# اما (خواننده)
اما (به انگلیسی: Emaa) با نام کامل امانوئلا الکسا (به انگلیسی: Emanuela Alexa) (زاده ۲ آوریل ۱۹۹۲) خواننده، ترانه‌پرداز رومانیایی است.